# Madonna e i santi Zeno e Caterina
Madonna col Bambino e i santi Zeno e Caterina è un dipinto del pittore veronese Antonio Giarola, realizzato con la tecnica della pittura a olio su tela, conservato nel Museo di Castelvecchio a Verona.
La critica ha osservato la presenza di richiami alla maniera del pittore Pietro Bernardi, in particolare per la testa della Vergine e san Zeno, mentre destano più dubbi le possibili contaminazioni dai modi di Bernardo Strozzi. L'opera è entrata a far parte delle collezioni civiche veronesi nel 1871 provenendo dalla collezione privata di Cesare Bernasconi.